# Калебас
Калеба́с (также: калебаса; от исп. calabaza — тыква) — сосуд из высушенных плодов тыквы (в основном бутылочной тыквы) или калебасового (горлянкового) дерева (кресченции). Широко распространён у народов Африки, Южной Америки, Средней, Южной и Юго-Восточной Азии, а также Океании. Используется для хранения продуктов, прежде всего, для напитков. Калебасы часто украшаются стилизованными изображениями животных, птиц, растений или геометрическим орнаментом, выполненными росписью натуральными красками, выжиганием, процарапыванием или резьбой.
Калебасы могут иметь формы таза, чана, чаши, миски, кувшина, бутыли и т. п. Помимо хранения продуктов высушенные плоды бутылочной тыквы или калебасового дерева используют для изготовления музыкальных инструментов, приспособлений для рыбной ловли, ритуальных масок и других предметов.
В странах Южной Америки калебас в числе прочего используют для питья мате, на Кавказе и в Средней Азии — для хранения кумыса.